# Ружри
Ружри́ (фр. Rougeries) — коммуна во Франции, находится в регионе Пикардия. Департамент коммуны — Эна. Входит в состав кантона Марль. Округ коммуны — Вервен.
Код INSEE коммуны — 02657.

## Население
Население коммуны на 2010 год составляло 228 человек.
| 1962 | 1968 | 1975 | 1982 | 1990 | 1999 | 2010 |
| ---- | ---- | ---- | ---- | ---- | ---- | ---- |
| 268  | 281  | 288  | 294  | 257  | 241  | 228  |

## Экономика
В 2010 году среди 128 человек трудоспособного возраста (15—64 лет) 92 были экономически активными, 36 — неактивными (показатель активности — 71,9 %, в 1999 году было 58,2 %). Из 92 активных жителей работали 68 человек (36 мужчин и 32 женщины), безработных было 24 (17 мужчин и 7 женщин). Среди 36 неактивных 9 человек были учениками или студентами, 6 — пенсионерами, 21 были неактивными по другим причинам.